# Oncidiinae
Sous-tribu
Les Oncidiinae sont une sous-tribu de la famille des Orchidaceae.
Cette sous-tribu se compose d'environ 70 genres avec plus de mille espèces, dont Oncidium son plus grand genre. Ces genres consistent en un seul type floral basé sur l'angle de la fixation de la lèvre à la colonne, reflétant les préférences des pollinisateurs. Cela a cependant conduit à plusieurs résultats peu fiables et à des taxons polyphylétiques au sein d’Oncidium. Ceux-ci ont été transférés à Gomesa et un nouveau genre Nohawilliamsia, a été décrit pour les orthostates d'Oncidium.
La plupart des espèces d'oncidioïdes ont des pseudobulbes bien développés et des feuilles en double.
Il est possible de former des hybrides dans certains cas entre plusieurs genres au sein des Oncidiinae. Ces hybrides sont souvent appelés communément « intergénériques ».
L'espèce Erycina pusilla est un organisme modèle du fait de sa petite taille et de sa facilité de culture in vitro.

## Systématique
La sous-tribu des Oncidiinae a été créée en 1881 par le botaniste anglais George Bentham (1800-1884).

## Liste des genres
Selon NCBI (26 novembre 2022) :
- genre Ada Lindl.
- genre Amparoa Schltr.
- genre Aspasia Lindl., 1833
- genre Brachtia Rchb.f.
- genre Brassia R.Br., 1813
- genre Caluera Dodson & Determann, 1983
- genre Capanemia Barb.Rodr., 1877
- genre Caucaea Schltr., 1920
- genre Centroglossa Barb.Rodr., 1882
- genre Chelyorchis Dressler & N.H.Williams
- genre Chytroglossa Rchb.f., 1863
- genre Cischweinfia Dressler & N.H.Williams, 1970
- genre Cochlioda Lindl.
- genre Comparettia Poepp. & Endl., 1836
- genre Cuitlauzina La Llave & Lex., 1825
- genre Cyrtochiloides N.H.Williams & M.W.Chase
- genre Cyrtochilum Kunth, 1816
- genre Dignathe Lindl.
- genre Eloyella P.Ortiz, 1979
- genre Erycina Lindl., 1853
- genre Fernandezia Ruiz. & Pav., 1794
- genre Gomesa R.Br., 1815
- genre Grandiphyllum Docha Neto, 2006
- genre Helcia Lindl.
- genre Hintonella Ames, 1938
- genre Hirtzia Dodson
- genre Hofmeisterella Rchb.f., 1852
- genre Ionopsis Kunth, 1816
- genre Leochilus Knowles & Westc., 1838
- genre Lockhartia Hook., 1827
- genre Lophiarella Szlach., Mytnik & Romowicz, 2006
- genre Lophiaris Raf., 1838
- genre Macradenia R.Br., 1822
- genre Macroclinium Barb.Rodr., 1822
- genre Mesospinidium Rchb.f.
- genre Miltonia Anneliesia Brieger & Lueckel, 1983
- genre Miltonioides Brieger & Lueckel, 1983
- genre Miltoniopsis
- genre Nohawilliamsia M.W.Chase & Whitten, 2009
- genre Notylia Lindl., 1825
- genre Notyliopsis P.Ortiz, 1996
- genre Odontoglossum Kunth, 1816
- genre Oliveriana Rchb.f., 1876
- genre Oncidium Sw., 1800
- genre Ornithocephalus Hook., 1824
- genre Otoglossum (Schltr.) Garay & Dunst., 1976
- genre Pachyphyllum
- genre Phymatidium Lindl., 1833
- genre Platyrhiza Barb.Rodr., 1881
- genre Plectrophora H.Focke, 1848
- genre Polyotidium Garay, 1958
- genre Psychopsiella Lueckel & Braem, 1982
- genre Psychopsis Raf., 1838
- genre Pterostemma Kraenzl., 1899
- genre Quekettia
- genre Rauhiella Pabst & P.I.S.Braga, 1978
- genre Raycadenco
- genre Rhynchostele Rchb.f., 1852
- genre Rodriguezia Ruiz & Pav., 1794
- genre Rossioglossum (Schltr.) Garay & G.C.Kenn., 1976
- genre Sanderella
- genre Santanderella P.Ortiz, 2011
- genre Saundersia Rchb.f., 1866
- genre Scelochilus Klotzsch
- genre Schunkea Senghas, 1994
- genre Seegeriella Senghas, 1997
- genre Sigmatostalix Rchb.f., 1852
- genre Solenidium Lindl., 1846
- genre Sphyrastylis Schltr.
- genre Stictophyllorchis Dodson & Carnevali
- genre Sutrina Lindl., 1842
- genre Symphyglossum
- genre Systeloglossum Schltr., 1923
- genre Telipogon Stellilabium Schltr., 1914
- genre Thysanoglossa Porto & Brade, 1940
- genre Tolumnia Raf., 1837
- genre Trichocentrum Poepp. & Endl., 1836
- genre Trichoceros Kunth, 1816
- genre Trichopilia Lindl., 1836
- genre Trizeuxis Lindl., 1821
- genre Vitekorchis Romowicz & Szlach., 2006
- genre Warmingia Rchb.f., 1881
- genre Zelenkoa M.W.Chase & N.H.Williams, 2001
- genre Zygostates Lindl.
- genre × Beallara
- genre × Bratonia Moir
- genre × Colmanara
- genre × Degarmoara
- genre × Huangara Huangara J.M.H.Shaw
- genre × Ionocidium auct.
- genre × Odontocidium
- genre × Oncidesa
- genre × Zelemnia Zelemnia J.M.H.Shaw
- genre × Zelenkocidium J.M.H.Shaw

## Galerie

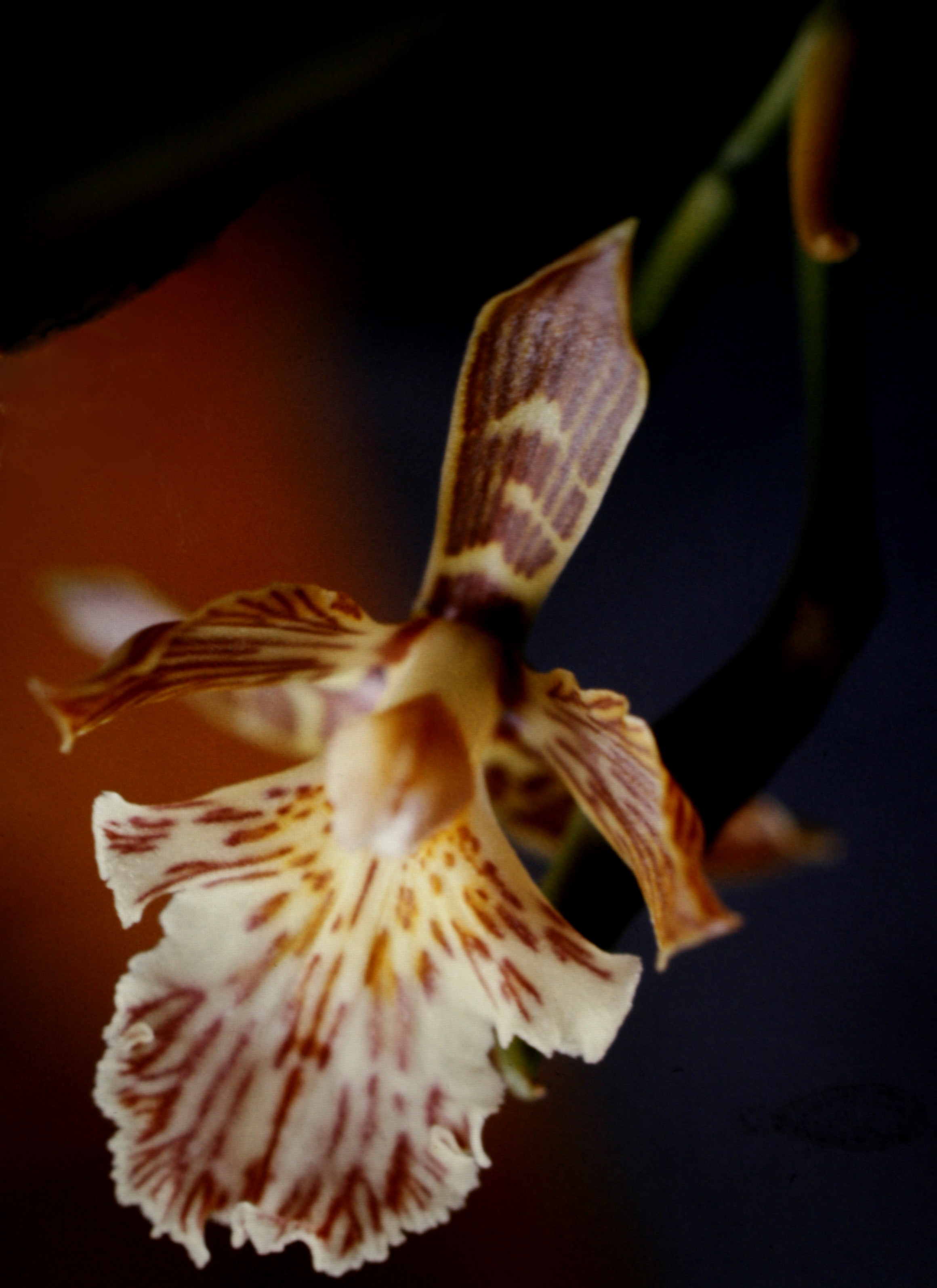
Aspasia variegata.
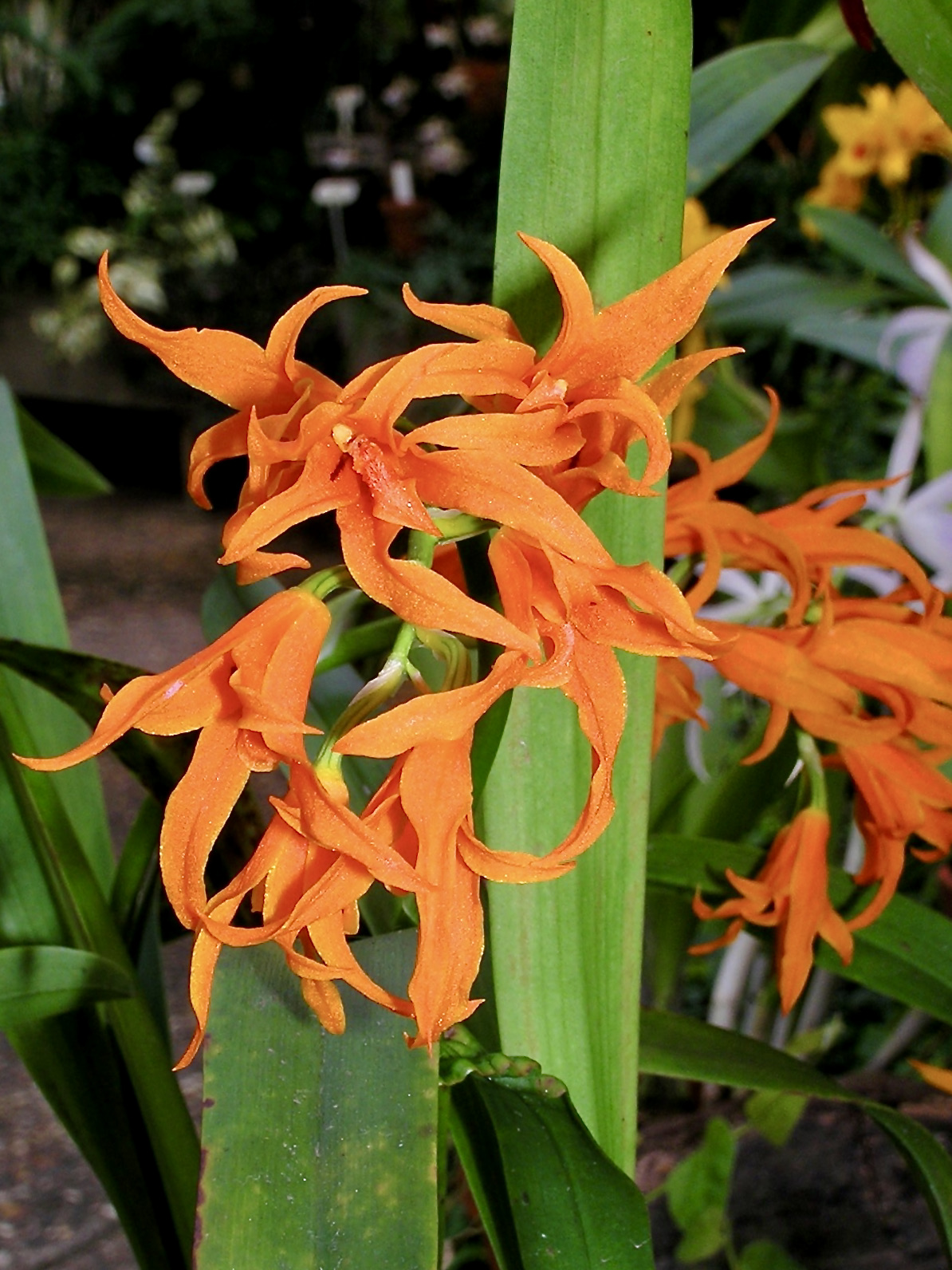
Brassia aurantiaca.
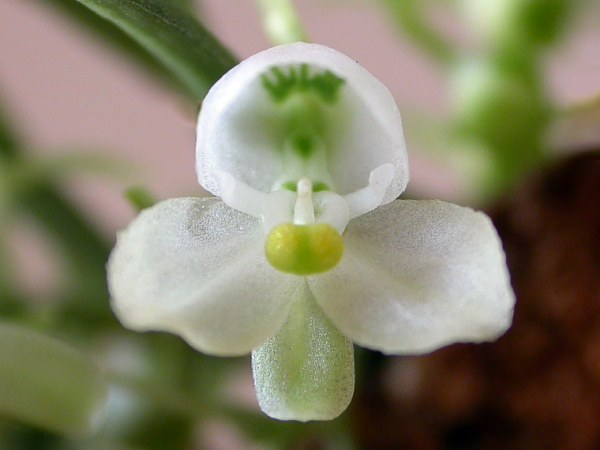
Centroglossa macroceras.
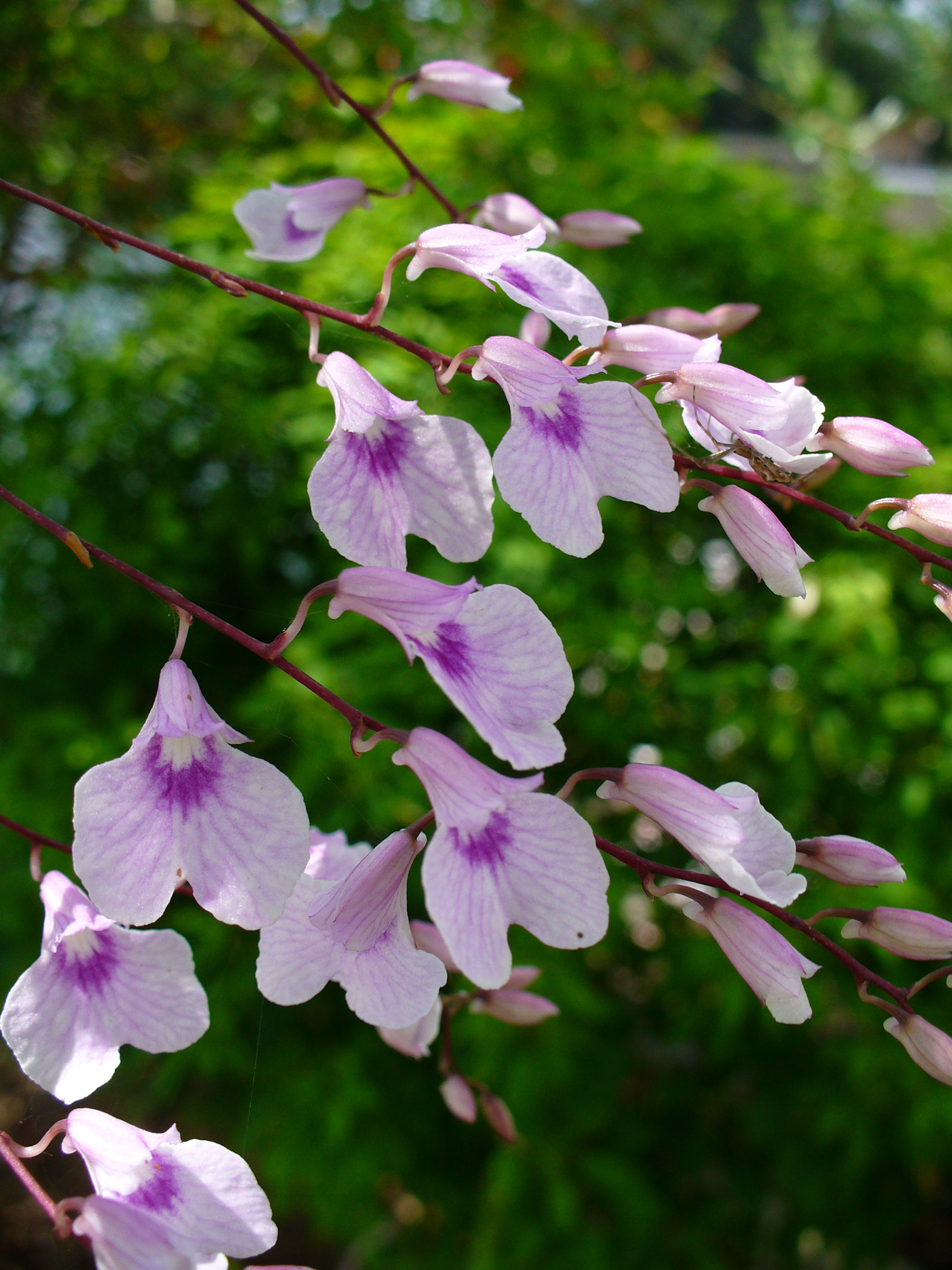
Ionopsis utricularioides.
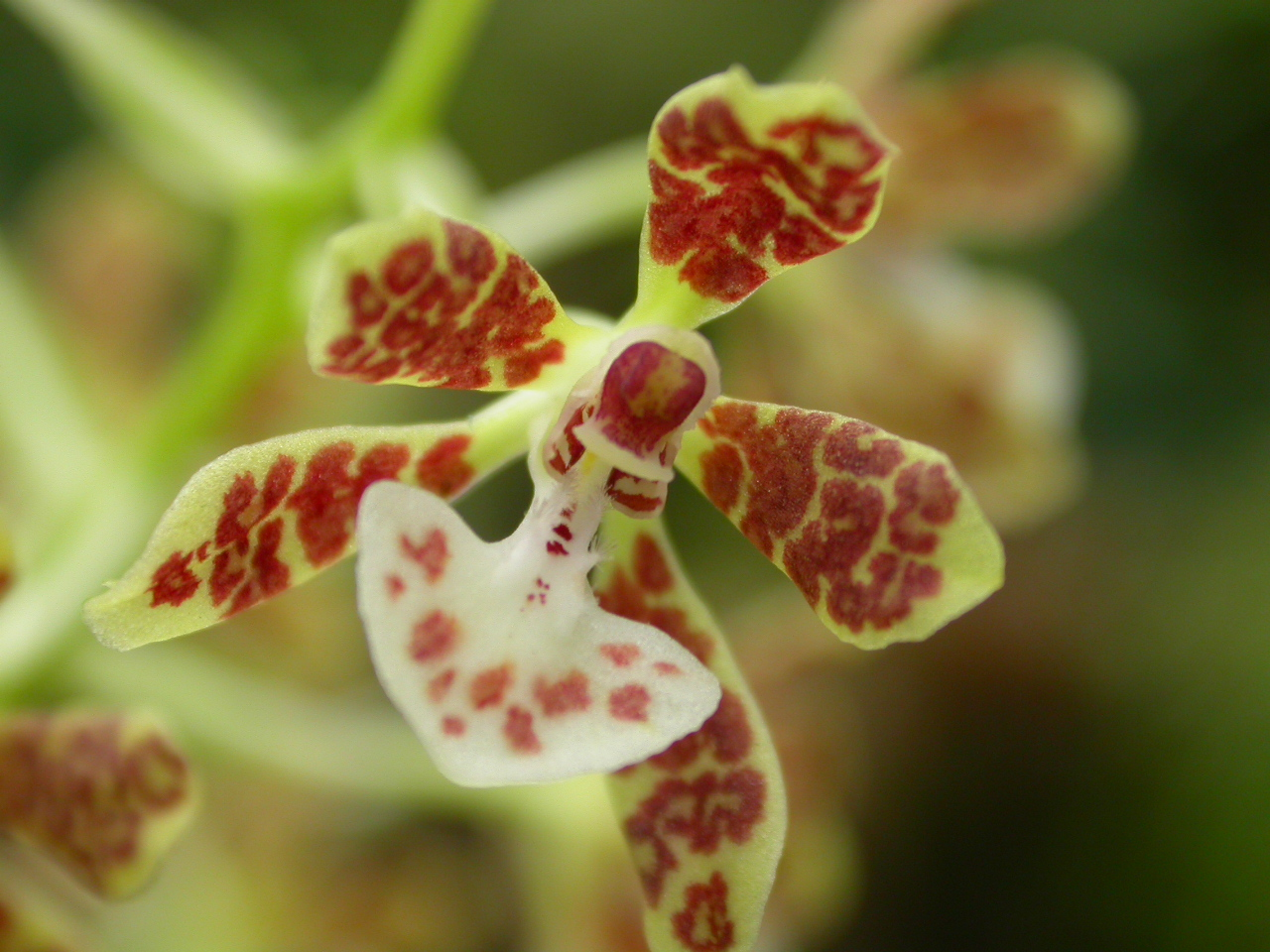
Solenidium lunatum.